# Mailly-Maillet
Pour les articles homonymes, voir Mailly et Maillet.
Mailly-Maillet est une commune française située dans le département de la Somme en région Hauts-de-France.

## Géographie

### Localisation
Mailly-Maillet est un gros village rural picard, situé à 6 km d'Acheux-en-Amiénois, à 23 km de Doullens et 34 km d'Amiens.
Son altitude moyenne est de : 153 m et sa superficie est de 1 358 ha. En 1883, la commune comptait 227 ha de bois qui dépendaient alors de l'ancien château, propriété du baron Le Feuvre, d'Albert.

#### Communes limitrophes

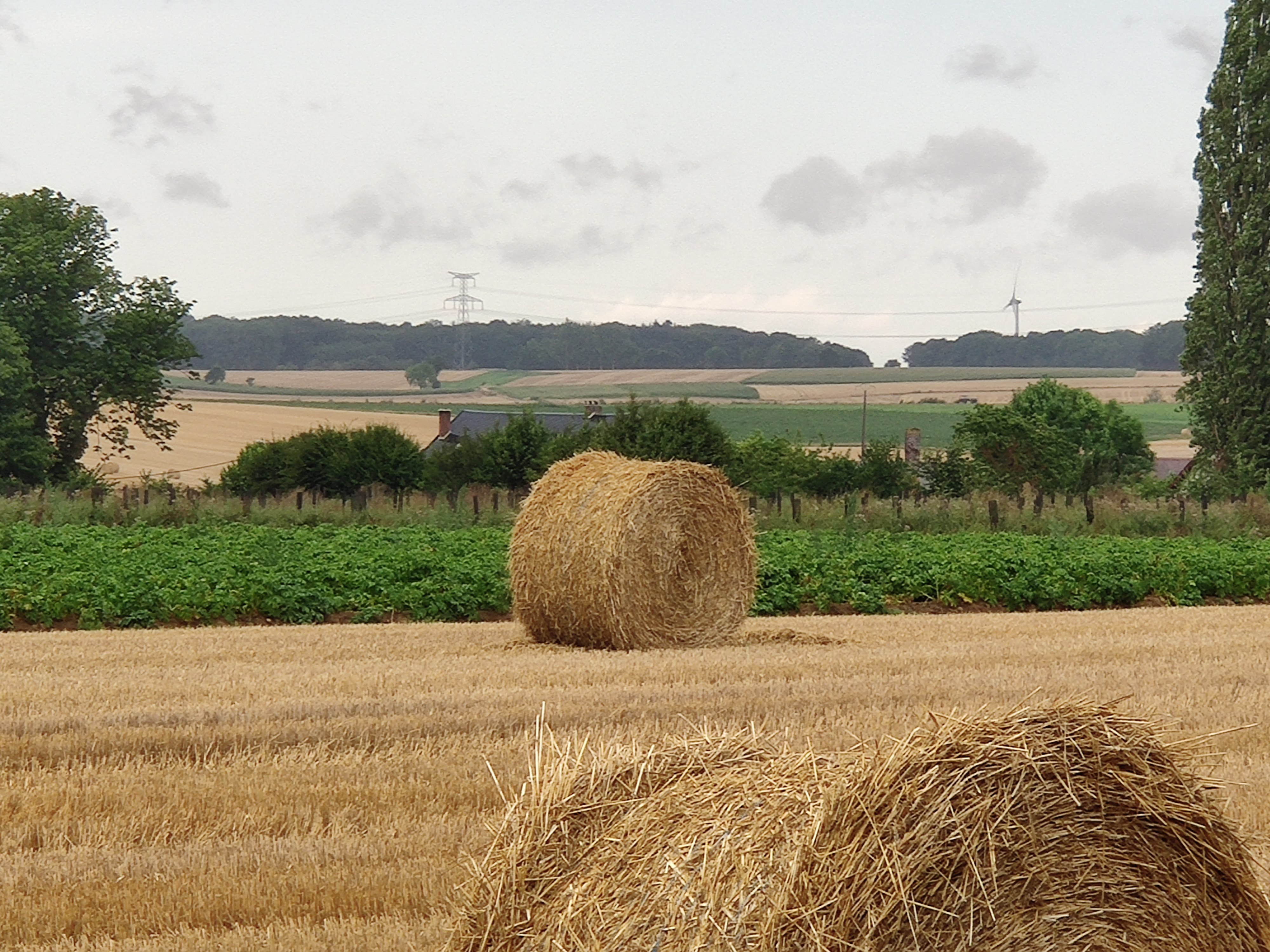
Paysage rural de la commune.

| Courcelles-au-Bois       | Colincamps     | Hébuterne     |
| Bertrancourt             | Mailly-Maillet | Auchonvillers |
| Hédauville et Forceville | Englebelmer    |               |

### Nature du sol et du sous-sol
Le sol de la commune est de formation tertiaire. Il est constitué du limon des plateaux, terre argilo-siliceuse. Les pentes laissent affleurer la craie blanche à silex, terre calcaire siliceuse peu profonde. Dans les vallées, des dépôts meubles donnent une terre argileuse et siliceuse.

### Relief, paysage, végétation
Le relief de la commune est celui d'un plateau avec un dénivelé accusé de 17 m à 163 m au lieu-dit les Caritables.

### Hydrographie
La commune est située dans le bassin Artois-Picardie. Elle n'est drainée par aucun cours d'eau.

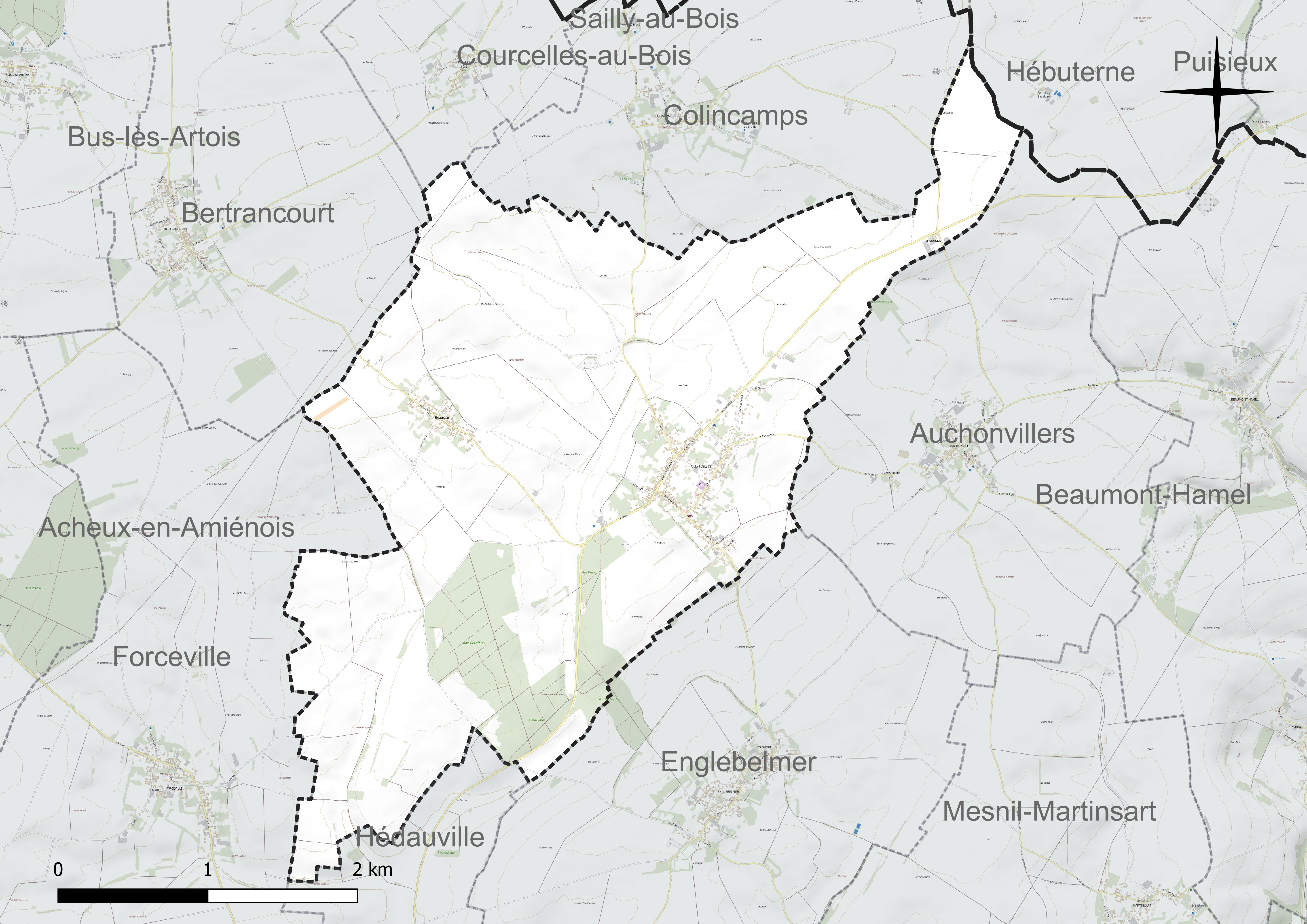
Réseau hydrographique de Mailly-Maillet.

### Climat
Pour des articles plus généraux, voir Climat des Hauts-de-France et Climat de la Somme.
En 2010, le climat de la commune est de type climat océanique dégradé des plaines du Centre et du Nord, selon une étude du CNRS s'appuyant sur une série de données couvrant la période 1971-2000. En 2020, Météo-France publie une typologie des climats de la France métropolitaine dans laquelle la commune est exposée à un climat océanique et est dans la région climatique Nord-est du bassin Parisien, caractérisée par un ensoleillement médiocre, une pluviométrie moyenne régulièrement répartie au cours de l'année et un hiver froid (3 °C).
Pour la période 1971-2000, la température annuelle moyenne est de 9,9 °C, avec une amplitude thermique annuelle de 15 °C. Le cumul annuel moyen de précipitations est de 843 mm, avec 12,6 jours de précipitations en janvier et 9,2 jours en juillet. Pour la période 1991-2020, la température moyenne annuelle observée sur la station météorologique la plus proche, située sur la commune de Méaulte à 12 km à vol d'oiseau, est de 10,7 °C et le cumul annuel moyen de précipitations est de 730,3 mm,. Pour l'avenir, les paramètres climatiques de la commune estimés pour 2050 selon différents scénarios d'émission de gaz à effet de serre sont consultables sur un site dédié publié par Météo-France en novembre 2022.

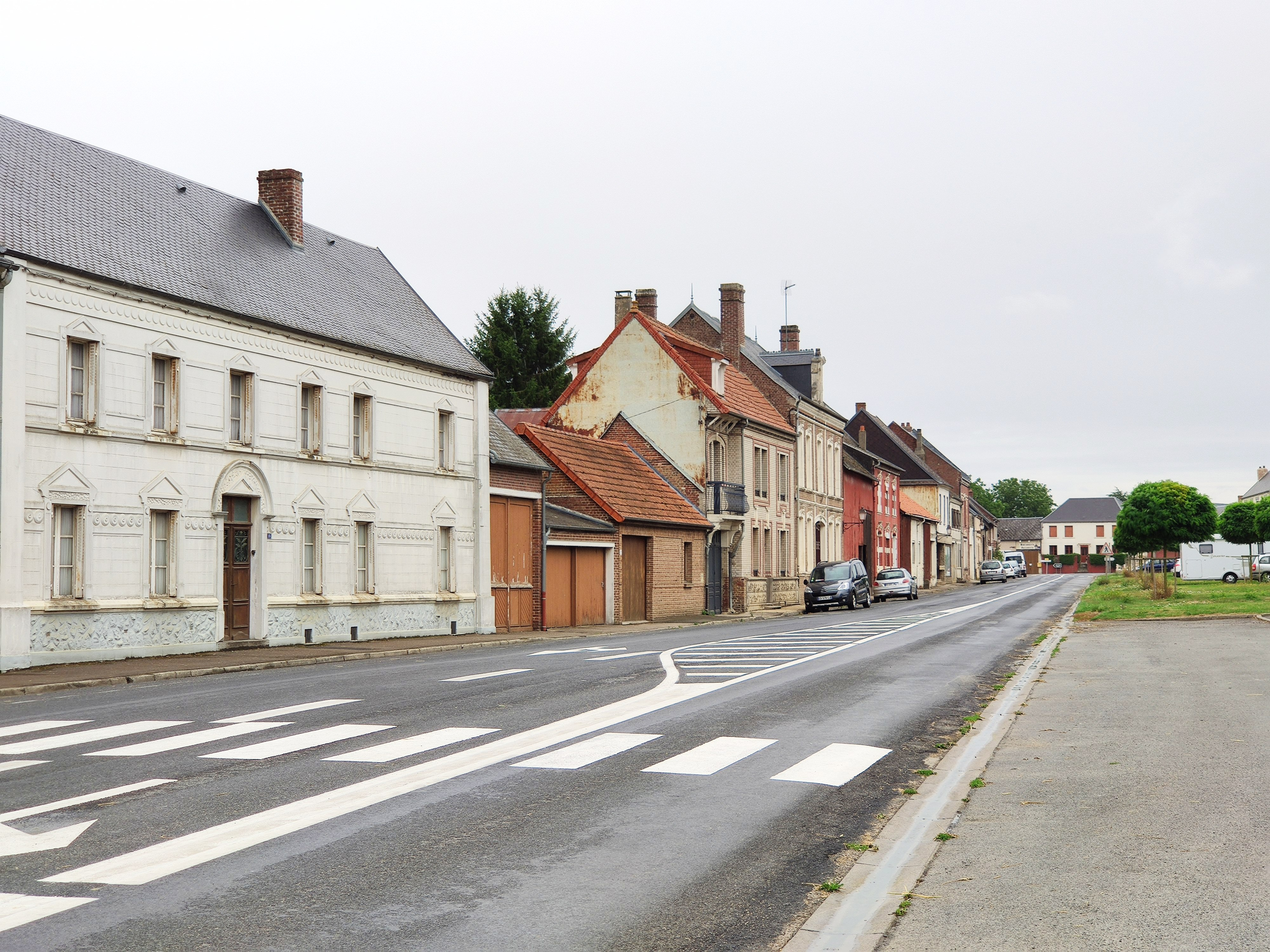
La rue du général-Leclerc (ex RN 319, actuelle RD 919).

Mailly était, au XIXe siècle, la commune la plus importante et la mieux bâtie de l'ancien canton d'Acheux.

## Urbanisme

### Typologie
Au 1er janvier 2024, Mailly-Maillet est catégorisée commune rurale à habitat dispersé, selon la nouvelle grille communale de densité à sept niveaux définie par l'Insee en 2022.
Elle est située hors unité urbaine. Par ailleurs la commune fait partie de l'aire d'attraction d'Amiens, dont elle est une commune de la couronne,. Cette aire, qui regroupe 369 communes, est catégorisée dans les aires de 200 000 à moins de 700 000 habitants,.

### Occupation des sols
L'occupation des sols de la commune, telle qu'elle ressort de la base de données européenne d'occupation biophysique des sols Corine Land Cover (CLC), est marquée par l'importance des territoires agricoles (87,4 % en 2018), une proportion identique à celle de 1990 (87,4 %). La répartition détaillée en 2018 est la suivante : 
terres arables (84,6 %), forêts (8,5 %), zones urbanisées (4 %), prairies (2,8 %). L'évolution de l'occupation des sols de la commune et de ses infrastructures peut être observée sur les différentes représentations cartographiques du territoire : la carte de Cassini (XVIIIe siècle), la carte d'état-major (1820-1866) et les cartes ou photos aériennes de l'IGN pour la période actuelle (1950 à aujourd'hui).

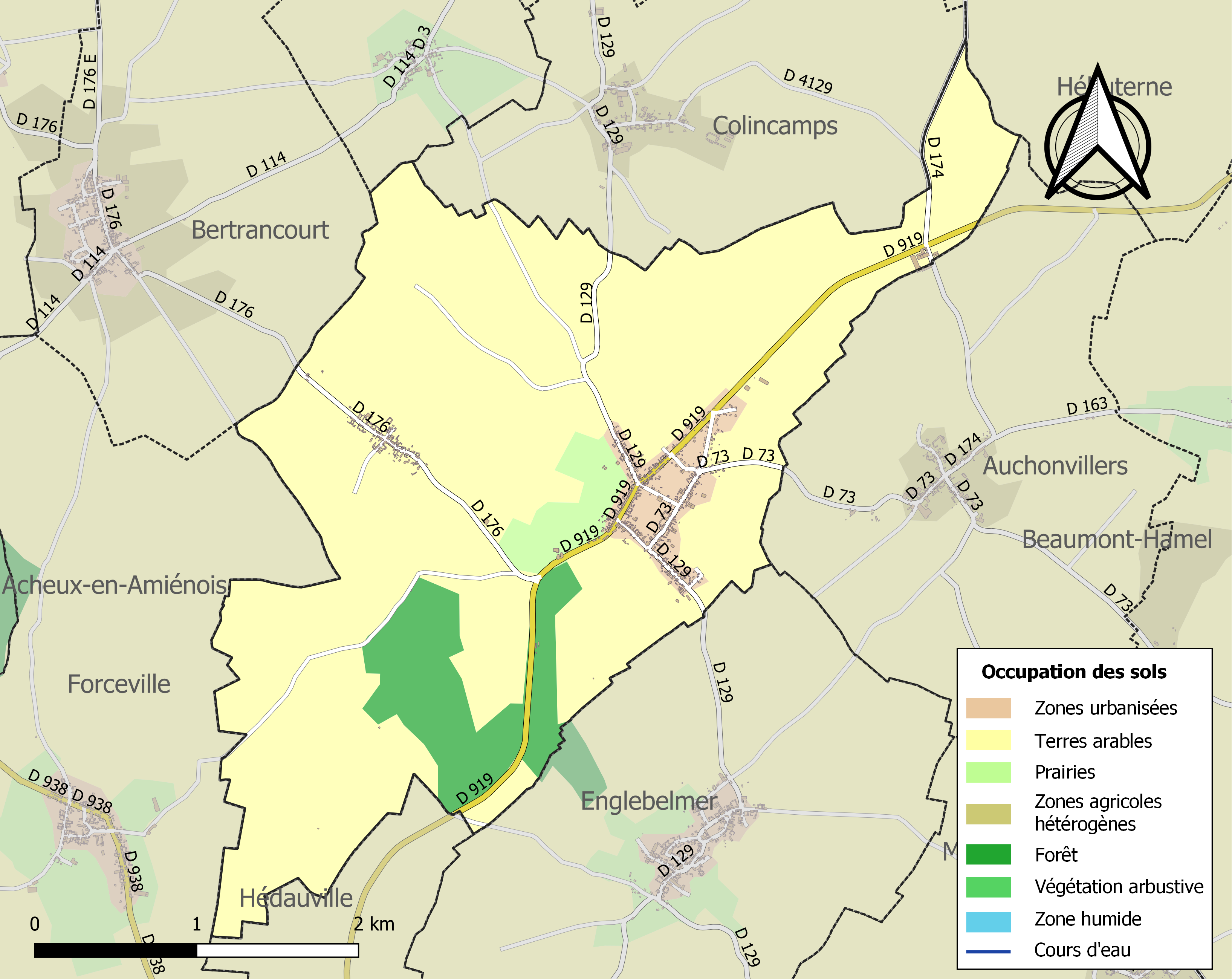
Carte des infrastructures et de l'occupation des sols de la commune en 2018 (CLC).

### Voies de communication et transports
Mailly-Maillet est desservi par l'ancienne route nationale 319, devenue la RD 919.
Cinq autres routes aboutissent au centre du village.

#### Hameaux, écarts et lieux-dits
Parmi les lieux-dits, on notait en 1899 :
- les Caritables ;
- la vallée des Morts, souvenir d'une sanglante bataille ;
- la Justice où s'élevaient sans doute les fourches patibulaires ;
- la Longue Borne ;
- les Bonnettes ;
- la vallée Madame ;
- les Catiaux ;
- le Parterre, ancienne dépendance du parc du château ;
- Le bois Sacquepée ;
- le Carnaphé ;
- le Paradis, avec son mystérieux trésor...

Le territoire communal comporte encore aujourd'hui un hameau : Beaussart. Une école y accueillait des élèves en 1899.

## Toponymie
On trouve plusieurs formes pour désigner Mailly-Maillet dans les textes anciens: Malleium en 1007, Malli en 1188, Mailliacum en 1258, Mailly-Maillet en 1315, Mailly-au-bois en 14, Mailly-le-Franc.

## Histoire

### Préhistoire
- L'emplacement du village, sur l'une des ramifications de l'ancienne voie gauloise dite « de Barbarie », paraît lui attribuer une origine antérieure à la conquête romaine[16].

### Antiquité
- L'implantation humaine depuis au moins les Gallo-romains a par contre été attestée par la découverte, près de l'ancienne voie romaine menant d'Amiens à Arras (et passant à l'extrémité du village) et en particulier en 1838, d'assez nombreux objets : urnes de terre noire, lacrymatoires en verre blanc, médailles en or de Maximien, et plusieurs anneaux ornés de pierres gravées : l'une de ces pierres représentait un esclave donnant à manger à un aigle déployé. Les restes d'un « siège curule » en ivoire auraient même alors été identifiés parmi des débris d'armes et d'autres objets[17].
- Ses premières habitations furent bâties au bas de la côte, vers le nord, autour de l'ancien cimetière. Elles furent transportées plus tard sous les murs du château fort élevé par les seigneurs sur le haut de la colline. C'est à l'agglomération de ces chaumières que le bourg actuel de Mailly dut sa formation première[16].

### Moyen Âge
- Au mois de mars 1222, Enguerran de Croi, et Jean le Monnier (Monetarius), chanoine de Picquigny, vendirent à Yole, comtesse de Saint-Pol et dame d'Encre, plusieurs granges situées à Mailly (apud Mailliacum) et Sanlis, pour l'œuvre de deux clercs, auxquels on assigna moitié des dîmes des dits lieux. La vente fut faîte à la charge de payer à Gaultier, doyen et clerc d'Encre, 22 livres parisis.

Le hameau de Beaussart, dont la dénomination rappelle l'existence d'un bois défriché, Sart, Sartum, est d'une origine très ancienne :
- Guillaume de Beaussart donna une charte en 1230 – Gilles de Mailly fit don au chapitre d'Amiens, en novembre 1232, de toute la dîme du terroir de Beaussart « de bella sarto », qu'il avait achetée de Robert de Forceville, seigneur de Beaussart, du consentement de sa femme Béatrice et de leurs sept enfants. Jean de Susane, chevalier, et l'évêque d'Amiens Geoffroy, confirmèrent cette donation.
- Gilon de Mailly est mentionné dans les actes du Parlement de Paris à plusieurs reprises[18].
- Jean IIIe du nom, baron de Mailly, prend le titre de seigneur de Beaussart en 1450. Cette seigneurie resta dans la famille de Mailly[16].

### Les Hospitaliers
Mailly possédait autrefois une maladrerie (hôpital de lépreux au Moyen Âge) ; elle se trouvait à mi-côte entre le cimetière et le nouveau village, près de l'emplacement nommé les Templiers. Il est probable que cet établissement dut sa fondation aux Hospitaliers de l'ordre de Saint-Jean de Jérusalem, qui comptaient dans leur ordre plusieurs membres de la famille de Mailly.
Cette maladrerie fut remplacée, dans les temps modernes, par un hôpital qui ajouta aux revenus déjà existants la dotation de 200 livres de rentes, que lui fit, en s'y retirant vers 1746, Madeleine-Bernardine Kadot de Sébeville (1726-1762), veuve du sieur Artus-Louis-Timoléon de Gouffier de Thoix, petite-nièce de Jacques Kadot, et belle-sœur du marquis Louis-Victor de Mailly (qui avait épousé vers 1740/1743 sa sœur Françoise-Antoinette Kadot). Des sœurs grises du couvent Saint-Lazare à Paris y furent appelées le 12 octobre 1768 pour soigner les malades indigents et donner l'instruction gratuite aux jeunes filles pauvres de la paroisse. Cet hôpital, dont l'utilité était marquée dans une localité aussi importante que celle de Mailly, n'a pas été conservé, il sert aujourd'hui de mairie après avoir longtemps abrité l'école communale.

### Époque moderne

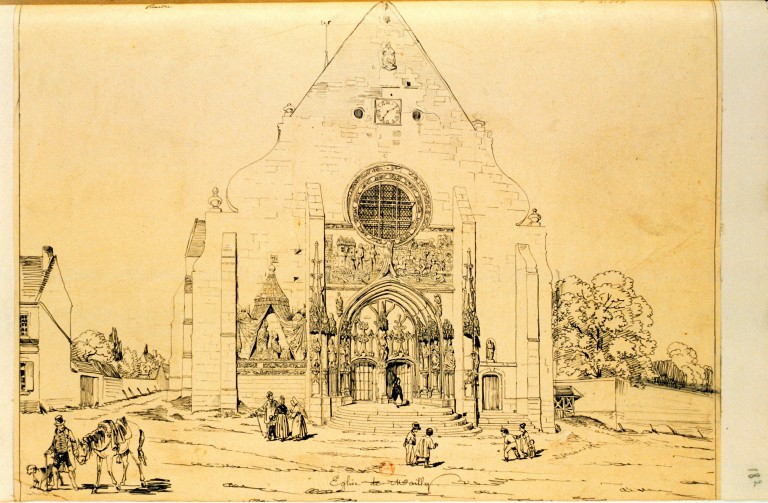
L'église de Mailly-Maillet par Hippolyte Furmeyer (1860).

- Plusieurs membres de la famille de Mailly, tels que Gilles, 1548, Thibaut, 1575, René III..., s'intitulèrent seigneurs de Colincamps et de Beaussart.
- la Maison de Mailly[20],[21], illustre famille féodale qui semble installée en Picardie, Flandre et Hainaut depuis le XIe siècle, se partage au XVIIe siècle entre deux grandes branches : la branche aînée des marquis de Mailly, issue de René III (v. 1610-1695 ; fils aîné de René II de Mailly, 1580-1642), qui par une alliance avec la branche cadette jouit conjointement du titre de comte de Rubempré ; et ladite branche cadette, venue de Louis Ier Charles de Mailly (v. 1618-1708 ; fils puîné de René II) et de sa femme Jeanne de Monchy la Bécasse[22], marquise de Nesle et de Montcavrel, comtesse de Rubempré (cf. les articles Nesle et Rubempré), titulaire des droits héréditaires sur la principauté d'Orange. Au XVIIIe siècle, Marie-Louise-Françoise-Victoire de Mailly (1721-1763), héritière de la baronnie de Mailly-le-Franc et de Rubempré, petite-fille du marquis René V de Mailly (lui-même petit-fils du marquis René III et gendre de Louis-Charles de Mailly), convola en 1743 avec Charles-Alexandre-Antoine-Joseph de France de Noyelle, comte d'Hézecques et seigneur de Radinghem en Artois ; leur petit-fils François-Félix de France de Mailly d'Hézecques (1774-1835 ; fils de Charles-Isabel-Désiré-Guilain de France de Mailly d'Hézecques (1746-1822), dernier seigneur héréditaire des terres qu'on vient de citer) est l'auteur des Souvenirs d'un page à la cour de Louis XVI.
- Mailly eut beaucoup à souffrir lors du siège de Corbie en 1636 ; les Espagnols s'en emparèrent et livrèrent presque toutes les maisons au pillage. L'année suivante, un incendie détruisit une grande partie du bourg.
- En 1683, un nouvel incendie, plus terrible que le premier, réduisit en cendres l'église, le château et la commune presque tout entière, laquelle, par son importance, avait mérité le titre de ville.
- Le bourg de Mailly-Maillet comprenait dans son territoire deux hameaux : Beaussart et Colicamps et plusieurs autres dépendances, Belval, Haut et Bas Héringuiére, dont les dîmes sont mentionnées comme faisant partie du revenu du titulaire curé, Pierre Petit, en 1730.

### Révolution française et Empire
Lors de la Terreur, il fut signalé comme un foyer d'émigration, et une lettre de dénonciation, écrite à André Dumont, le 15 nivôse de l'an II, lui apprenait que la tranquillité de Mailly était en danger ; que le maire, le premier officier municipal et le juge de paix se voyaient menacés par la vengeance de l'aristocratie qui voulait les immoler, et que le foyer du mal était à Doullens :
« Comme le citoyen de France, disait on, reçoit, à chaque instant, des visites de ses affiliés, et que ceux-ci reviennent à Mailly servir les mauvais principes qu'il leur débite, je crois qu'il serait bon que tu donnasses l'ordre de lui interdire toute communication à l'extérieur de la citadelle. »
Des scellés furent apposés au château et grâce au courage d'un membre de la société populaire de Doullens, le comte d'Hézecques, baron de Mailly, sire de Radinghem et comte de Rubempré, déjà détenu à la citadelle de cette ville, échappa à la mort.

### Époque contemporaine

#### Second Empire et guerre de 1870-1871
Le village, qui était desservi auparavant par le bureau de poste d'Acheux, est doté en mars 1870 de sa propre poste.
Mailly eut beaucoup à souffrir de l'invasion allemande durant la guerre franco-prussienne de 1870. Après la bataille de l'Hallue, les Français battant en retraite vers le nord, passèrent à Mailly où ils séjournèrent le 25 décembre. Le lendemain, les Prussiens, au nombre d'environ 12 000, traversèrent la commune. Du 5 au 11 janvier, Mailly eut à loger de nombreux détachements de cavalerie ennemie. Le 14 une escarmouche eut lieu entre les éclaireurs français et les cuirassiers blancs, qui emmenèrent prisonniers quatre dragons.
Les Allemands revinrent à Mailly après la bataille de Saint-Quentin, et séjournèrent du 28 janvier au 2 février 1871. La troupe de l'occupation était de la 28e d'infanterie, le 8e régiment de pontonniers et de hussards, formant un total de 3 000 hommes ; craignant d'être surpris, ils établirent des avant-postes à la sortie du bourg, et élevèrent des barricades interceptant toute espèce de communication. L'Armistice ayant été déclaré, les Prussiens partirent brusquement dans la direction d'Amiens, emmenant en otage le maire, M. Desjardin, qui fut enfermé à la citadelle pendant douze jours.
Les pertes occasionnées à Mailly par l'occupation prussienne tant par suite de réquisition que comme contributions de guerre, s'élevèrent à la somme de 85 000 francs de l'époque. La commune a été admise dans la répartition des indemnités accordées par l'État pour une somme de 48 000 francs.

#### Débuts de laIIIeRépublique

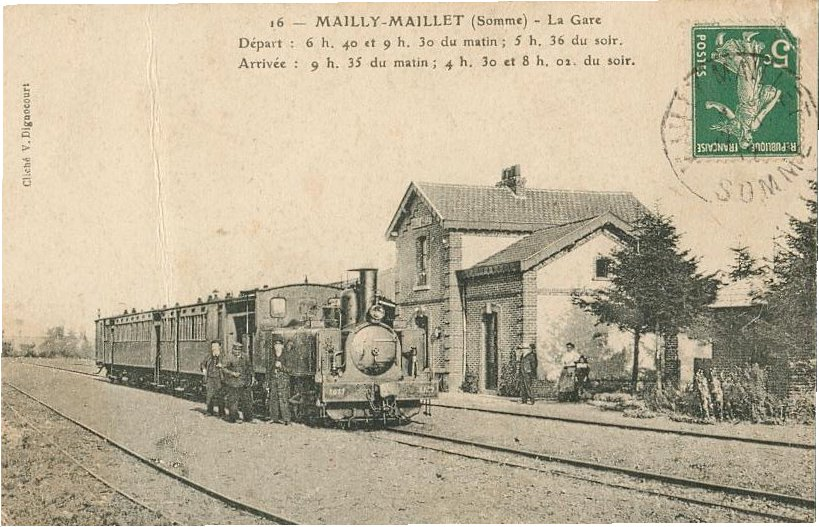
La gare de Mailly-Maillet, avant la Première Guerre mondiale.

Le hameau de Beaussart comptait à la fin du XIXe siècle 248 habitants. Il fut longtemps privé de chapelle pour les services religieux de ses habitants. « Grâce à la munificence et au zèle de leur compatriote, l'abbé Gosselin, ils possèdent aujourd'hui une magnifique église. Leur généreux bienfaiteur avait à peine terminé une aussi difficile entreprise qu'il mourut le 2 avril 1862, victime de son généreux dévouement. Il était vicaire à Péronne ».
Mailly-Maillet a été desservi par une ligne de chemin de fer secondaire à voie métrique du réseau départemental de la Somme, qui reliait Albert à Doullens de 1888 à 1949

#### Première Guerre mondiale

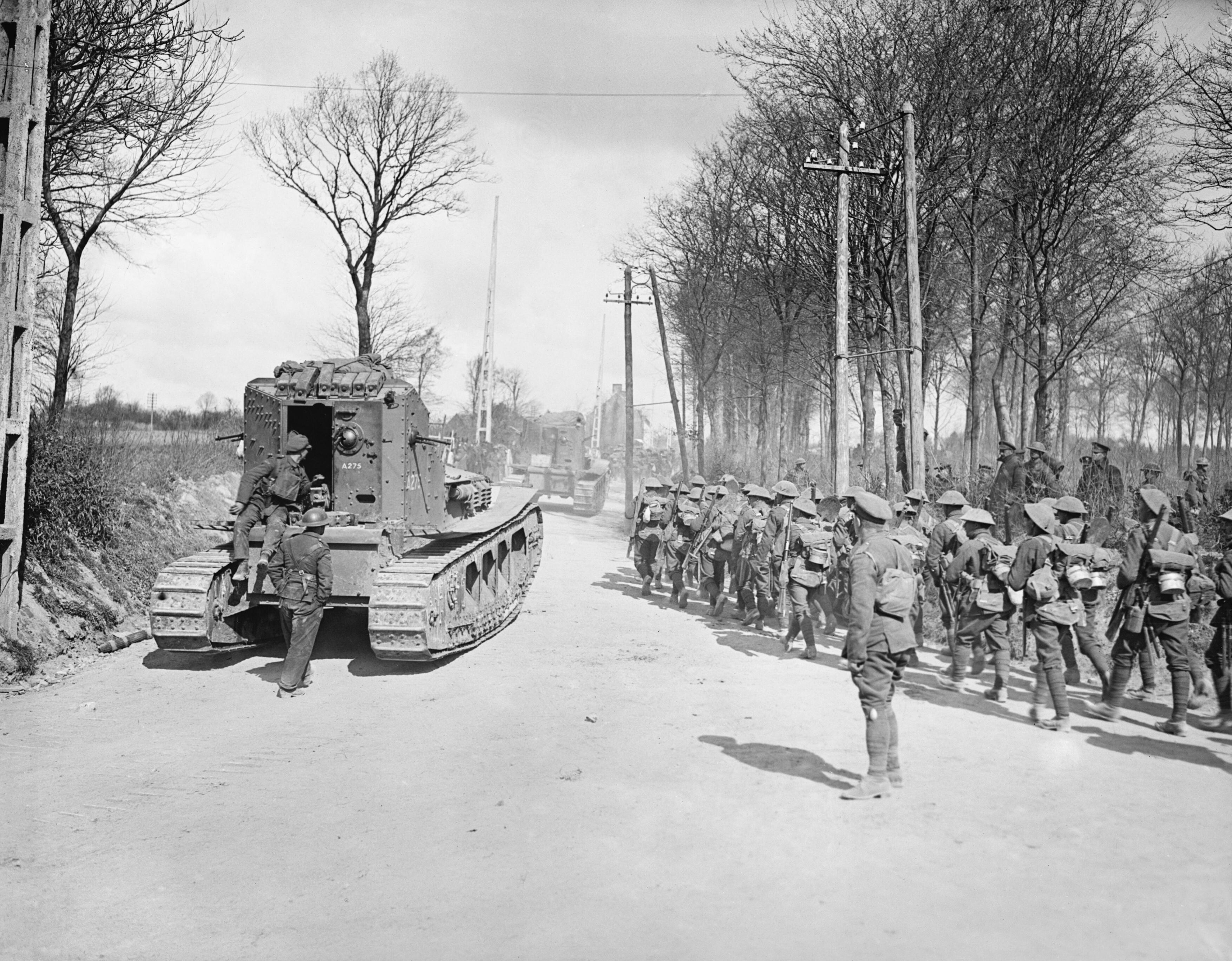
Tank anglais le 26 mars 1918, lors de l'offensive allemande du printemps.

Mailly-Maillet, était située à l'arrière immédiat du front pendant la Première Guerre mondiale. La ligne de chemin de fer desservant Mailly-Maillet était aux mains des Alliés. Pendant la Bataille de la Somme, la ligne servit au transport de munitions et à l'évacuation des blessés. En octobre 1916, le tronçon Acheux-en-Amiénsois-Albert fut désaffecté. Après la bataille de la Somme, en 1917, la section Acheux-en-Amiénsois-Aveluy fut rouverte. Au cours de l'offensive de printemps de mars 1918, le trafic fut interrompu, à partir du 21 mars, sur le tronçon Albert-Acheux-en-Amiénois.
Les cimetières militaires britanniques de Mailly wood et de l'extension du cimetière communal sont officiellement créés le 4 mai 1917
À la fin de la guerre, le village avait subi d'importantes dégradations.

#### L'Entre-deux-Guerres
La commune a  été décorée de la Croix de guerre 1914-1918, le 28 octobre 1920, et a été citée à l'ordre de l'armée.
Une desserte du village depuis Amiens par des autocars départementaux est organisée dès 1932.

#### Seconde Guerre mondiale
Quatre hommes originaires de la commune furent arrêtés par les Allemands en juillet-août 1944 pour faits de résistance, détenus à la prison d'Amiens puis au camp de Royallieu à Compiègne et de là furent déportés au camp de Buchenwald, en Allemagne. Tous moururent en déportation.
Au terme de la Seconde Guerre mondiale, la commune a été décorée de la Croix de guerre 1939-1945 avec étoile de bronze

#### Le corps des sapeurs-pompiers
Mailly a notamment depuis 1852 un corps de sapeurs-pompiers. Nous n'avons que peu d'éléments sur les sinistres dans la commune, d'autant que plusieurs pages ont été détruites sur le registre du corps. Néanmoins nous sommes certains que nos anciens ont eu dur à faire, surtout durant la Première Guerre mondiale, la commune se trouvant sur les champs de bataille de la Somme.
En 1983, le corps a reçu un nouveau drapeau en remplacement de celui datant de 1852 (toujours visible à la mairie). L'amicale a effectué l'achat d'un fourgon en 1982. L'ancien entrepôt qui se trouvait au presbytère a été remplacé en 1984 par un local flambant neuf.
En 1993, la commune acquiert un fourgon pompe-tonne qui est entièrement reconditionné par les sapeurs pompiers.

## Politique et administration

### Rattachements administratifs et électoraux
La commune se trouvait depuis 1926 dans l'arrondissement d'Amiens du département de la Somme. Par arrêté préfectoral du 27 décembre 2016, la commune en est détachée le 1er janvier 2017 pour intégrer l'arrondissement de Péronne.
Pour l'élection des députés, elle fait partie depuis 1958 de la cinquième circonscription de la Somme.
Elle faisait partie depuis 1801 du canton d'Acheux-en-Amiénois. Dans le cadre du redécoupage cantonal de 2014 en France, la commune est désormais intégrée au canton d'Albert.

### Intercommunalité
Mailly-Maillet est membre de la communauté de communes du Pays du Coquelicot, créée fin 2001 sous le nom de Communauté de communes de la région d'Albert - Acheux en Amiénois et Bray-sur-Somme.

### Liste des maires
| Période | Période                       | Identité                   | Étiquette | Qualité                                                                              |
| ------- | ----------------------------- | -------------------------- | --------- | ------------------------------------------------------------------------------------ |
| 1900    | 1902                          | Léon Breuval               |           |                                                                                      |
| 1902    | 1929                          | Charles Corbier            | Rad.      | Agriculteur, négociant en vins Conseiller général d'Acheux-en-Amienois (1908 → 1919) |
| 1929    | 1945                          | Émile Hecquet              |           |                                                                                      |
| 1945    | 1952                          | Eugène Peuvion             |           |                                                                                      |
| 1952    | 1962                          | Oswald Dhiers              |           |                                                                                      |
| 1962    | 1987                          | Georges Bopp               |           |                                                                                      |
| 1987    | 1994                          | Raymond Houcke             |           |                                                                                      |
| 1994    | 2008                          | Jean-Pierre Lefèvre        |           |                                                                                      |
| 2008    | 2014                          | Gilbert Savy               |           |                                                                                      |
| 2014    | En cours (au 15 juillet 2020) | Christelle Lefèvre-Margage | UDI       | Réélue pour le mandat 2020-2026                                                      |

### Budget et fiscalité 2020
En 2020, le budget de la commune était constitué ainsi :
- total des produits de fonctionnement : 424 000 €, soit 674 € par habitant ;
- total des charges de fonctionnement : 342 000 €, soit 544 € par habitant ;
- total des ressources d'investissement : 163 000 €, soit 259 € par habitant ;
- total des emplois d'investissement : 122 000 €, soit 194 € par habitant ;
- endettement : 398 000 €, soit 633 € par habitant.

Avec les taux de fiscalité suivants :
- taxe d'habitation : 14,93 % ;
- taxe foncière sur les propriétés bâties : 22,07 % ;
- taxe foncière sur les propriétés non bâties : 38,07 % ;
- taxe additionnelle à la taxe foncière sur les propriétés non bâties : 0,00 % ;
- cotisation foncière des entreprises : 0,00 %.

Chiffres clés Revenus et pauvreté des ménages en 2019 : médiane en 2019 du revenu disponible, par unité de consommation : 20 740 €.

## Population et société

### Démographie

#### Évolution démographique
L'évolution du nombre d'habitants est connue à travers les recensements de la population effectués dans la commune depuis 1793. Pour les communes de moins de 10 000 habitants, une enquête de recensement portant sur toute la population est réalisée tous les cinq ans, les populations de référence des années intermédiaires étant quant à elles estimées par interpolation ou extrapolation. Pour la commune, le premier recensement exhaustif entrant dans le cadre du nouveau dispositif a été réalisé en 2008.

En 2022, la commune comptait 638 habitants, en évolution de +3,07 % par rapport à 2016 (Somme : −1,26 %, France hors Mayotte : +2,11 %).
| 1793  | 1800  | 1806  | 1821  | 1831  | 1836  | 1841  | 1846  | 1851  |
| ----- | ----- | ----- | ----- | ----- | ----- | ----- | ----- | ----- |
| 1 202 | 1 167 | 1 318 | 1 456 | 1 457 | 1 430 | 1 438 | 1 483 | 1 186 |

| 1856  | 1861  | 1866  | 1872  | 1876  | 1881  | 1886 | 1891 | 1896 |
| ----- | ----- | ----- | ----- | ----- | ----- | ---- | ---- | ---- |
| 1 102 | 1 049 | 1 086 | 1 011 | 1 046 | 1 040 | 999  | 947  | 877  |

| 1901 | 1906 | 1911 | 1921 | 1926 | 1931 | 1936 | 1946 | 1954 |
| ---- | ---- | ---- | ---- | ---- | ---- | ---- | ---- | ---- |
| 829  | 831  | 827  | 625  | 691  | 696  | 678  | 618  | 669  |

| 1962 | 1968 | 1975 | 1982 | 1990 | 1999 | 2006 | 2008 | 2013 |
| ---- | ---- | ---- | ---- | ---- | ---- | ---- | ---- | ---- |
| 693  | 675  | 657  | 620  | 639  | 604  | 602  | 602  | 608  |

| 2018 | 2022 | - | - | - | - | - | - | - |
| ---- | ---- | - | - | - | - | - | - | - |
| 630  | 638  | - | - | - | - | - | - | - |

### Enseignement
L'école publique primaire des 3 versants scolarise les enfants de la commune en maternelle et en élémentaire.
Un syndicat scolaire (Sivu) liant la commune à celles d'Englebelmer, Courcelles-au-Bois, Colincamps, Bertrancourt et Auchonvillers gère en 2019 et depuis l'an 2000 le fonctionnement, l'aménagement, l'entretien des équipements et les activités péri-scolaires.

### Autres équipements

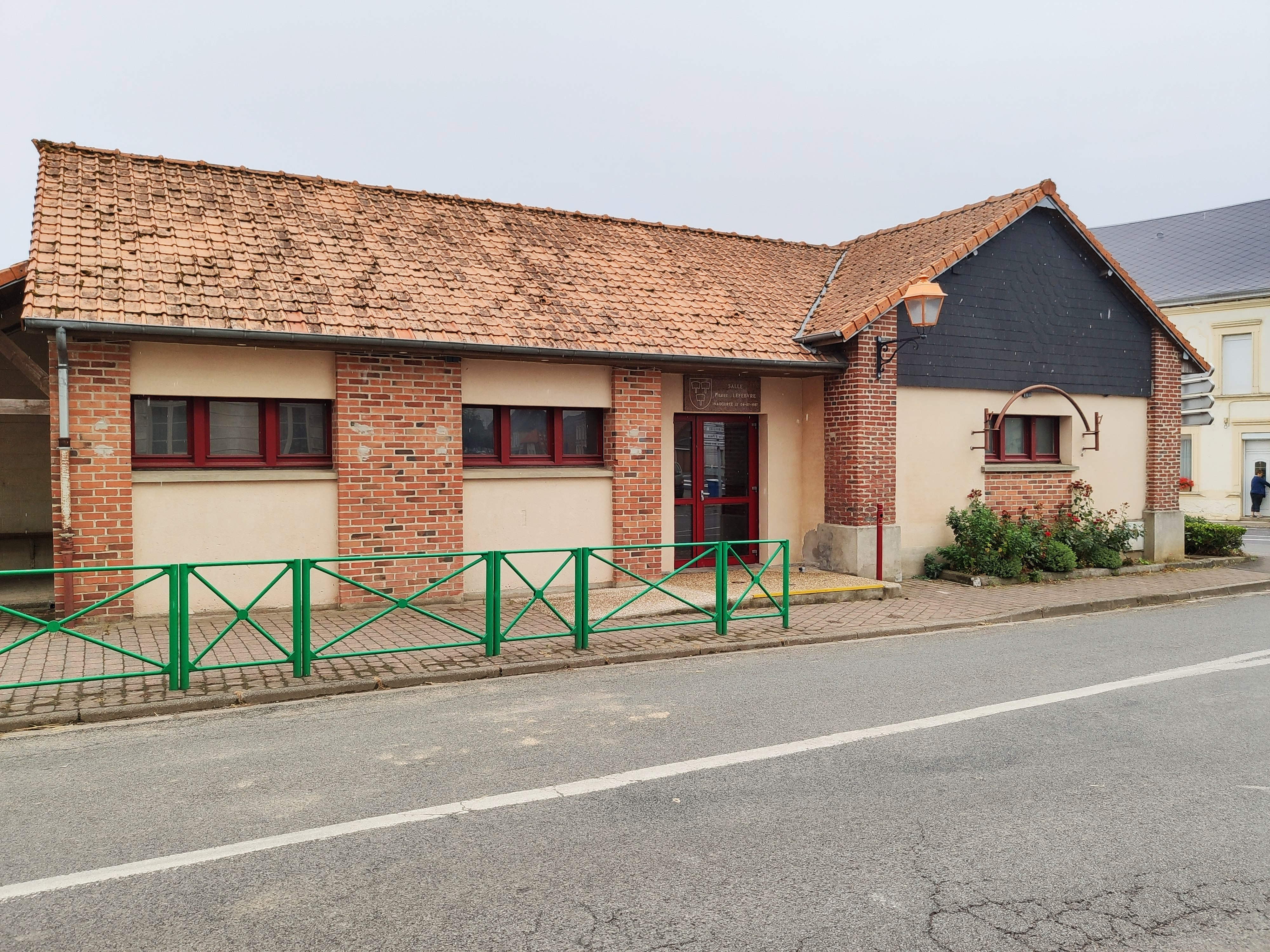
La salle Pierre Lefebvre.

- Salle municipale Pierre Lefèbvre inaugurée en 1987. Celle-ci porte le nom d'un bienfaiteur.
- Centre de secours, composé fin 2018 de vingt-deux soldats du feu, dont cinq sous-officiers, neuf caporaux et huit sapeurs[42].

## Culture locale et patrimoine

### Lieux et monuments

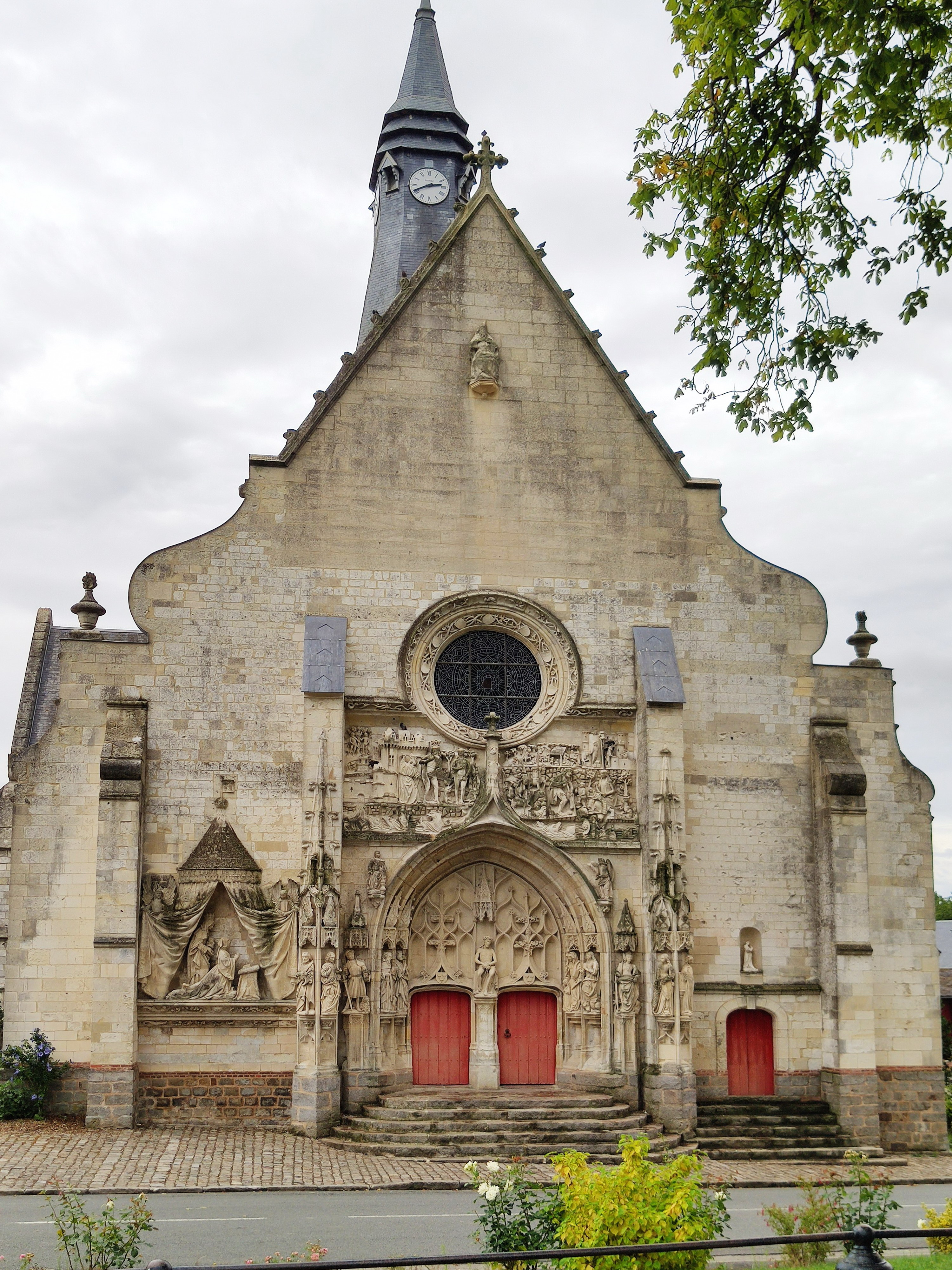
Façade de l'église.

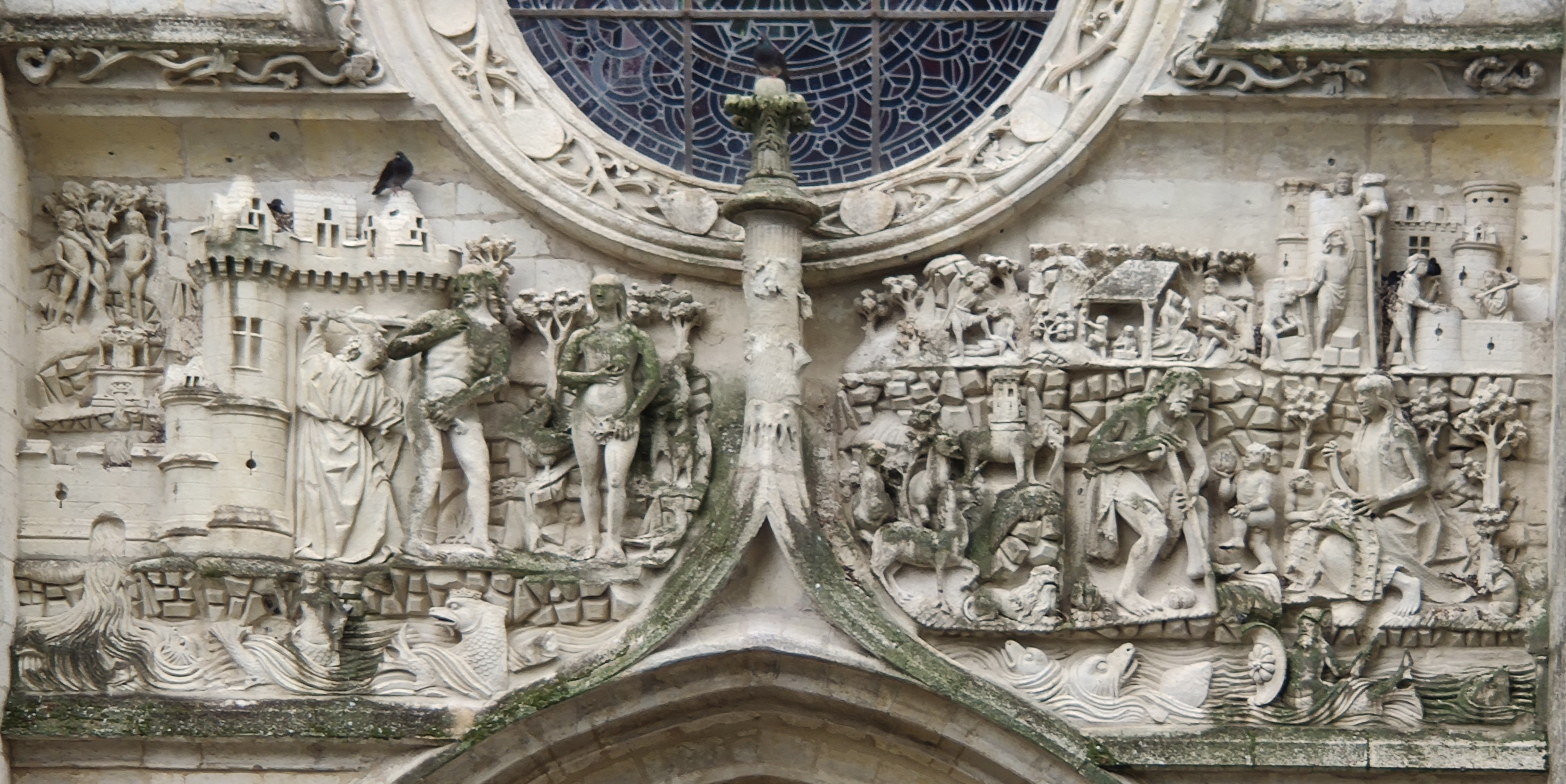
La grande frise sculptée au-dessus du portail de l'église.

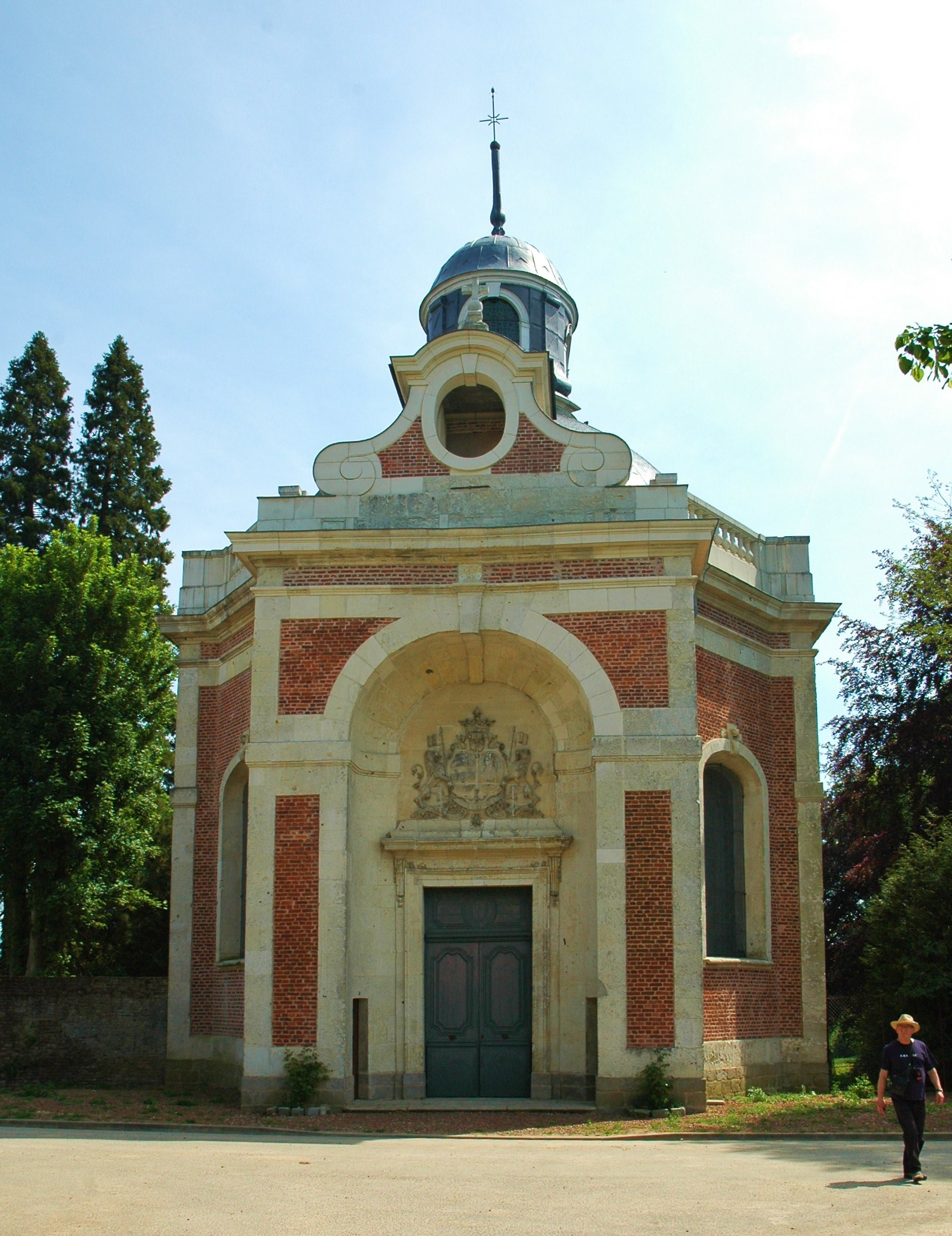
La chapelle Madame.

- La mairie de Mailly-Maillet est installée dans un bâtiment en brique et pierre qui était autrefois l'hôpital de la commune, édifié jadis en remplacement d'une maladrerie[43].
- Église Saint-Pierre[44],[45],[46],[47],[48]

- Chapelle Madame[49], située en bordure de l'ancien enclos du couvent des Cordeliers fondé au XVe siècle, non loin de l'église[50],[51].
Le marquis de Mailly la fit élever en 1753 en mémoire d'Antoinette Cadot de Sebeville, sa jeune épouse décédée, par les architectes Franque et Christophle[52].  Classé MH (1973). 
Une majestueuse allée, bordée par un alignement de tilleul; y conduit depuis le parc situé devant l'église.

- Chapelle Notre-Dame du Mont-Carmel
Rue Lepage, un premier édifice a été construit avant la Révolution. Reconstruite après la Grande Guerre, la chapelle montre une Vierge à l'enfant au-dessus de l'entrée[53].
- Chapelle du cimetière 
Construite à l'emplacement et avec les matériaux de l'ancienne église de Mailly, Beaussart et Colincamps. C'est la sépulture d'anciens curés locaux. Une restauration a eu lieu en 1972[53].
- Monument aux morts réalisé par la marbrerie Dessein d'Albert en 1922[54]
C'est un monument unique dans le département de la Somme, avec sa statue « la France foulant aux pieds l'aigle germanique[55]», riche en symboles :
  - victoire ailée ;
  - aigle vaincue ;
  - coq gaulois ;

avec, gravée sur le socle, cette devise : On ne passe pas.
- Cimetières militaires du Commonwealth, entretenus par la CWG :
  - Le Mailly-Maillet Communal Cemetery Extension
Dans ce cimetière conçu par WC Von Berg reposent 122 Britanniques, 1 Canadien, 3 Néo-Zélandais, tués au cours de la Première Guerre mondiale[56].
  - Le Mailly Wood Cemetery abrite les sépultures de 702 soldats du Commonwealth, dont 60 de soldats qui n'ont pu être identifiés. Le cimetière a été conçu par Sir Reginald Blomfield, et, situé en périphérie du village, son accès en voiture n'est pas recommandé par temps de pluie (risque d'enlisement)[57].
- Écuries du XVIIIe siècle de l'ancien château de Mailly-Maillet, aujourd'hui détruit, partiellement réaménagées en brasserie par Lavisse à la limite des XIXe et XXe siècles, actuellement désaffecté, 3, 5 rue Eugène-Dupré[58].
- Jardin du Beaumaillet, aire de jeux pour les enfants inaugurée en mars 2019 à l'arrière de la mairie[59].

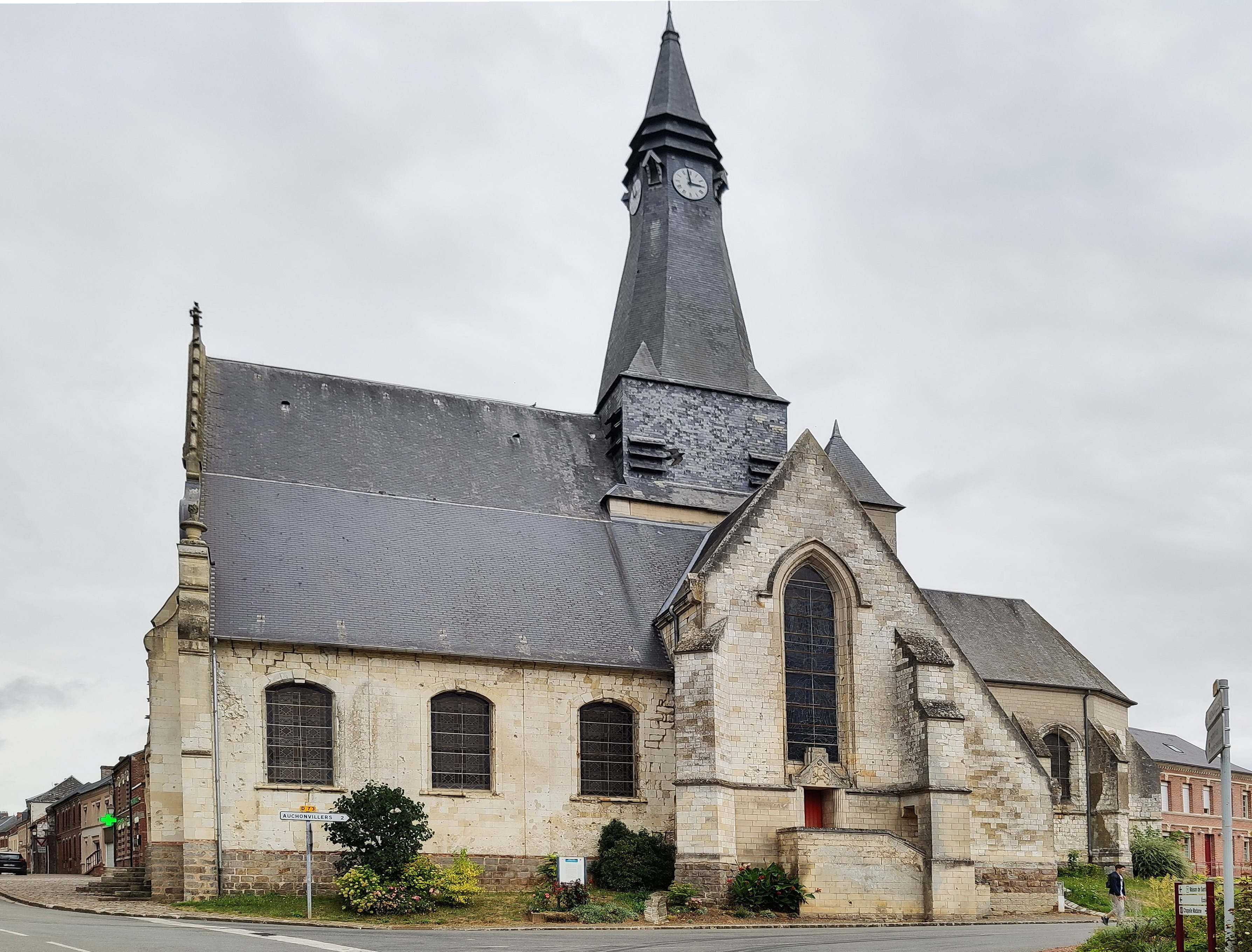
L'église.
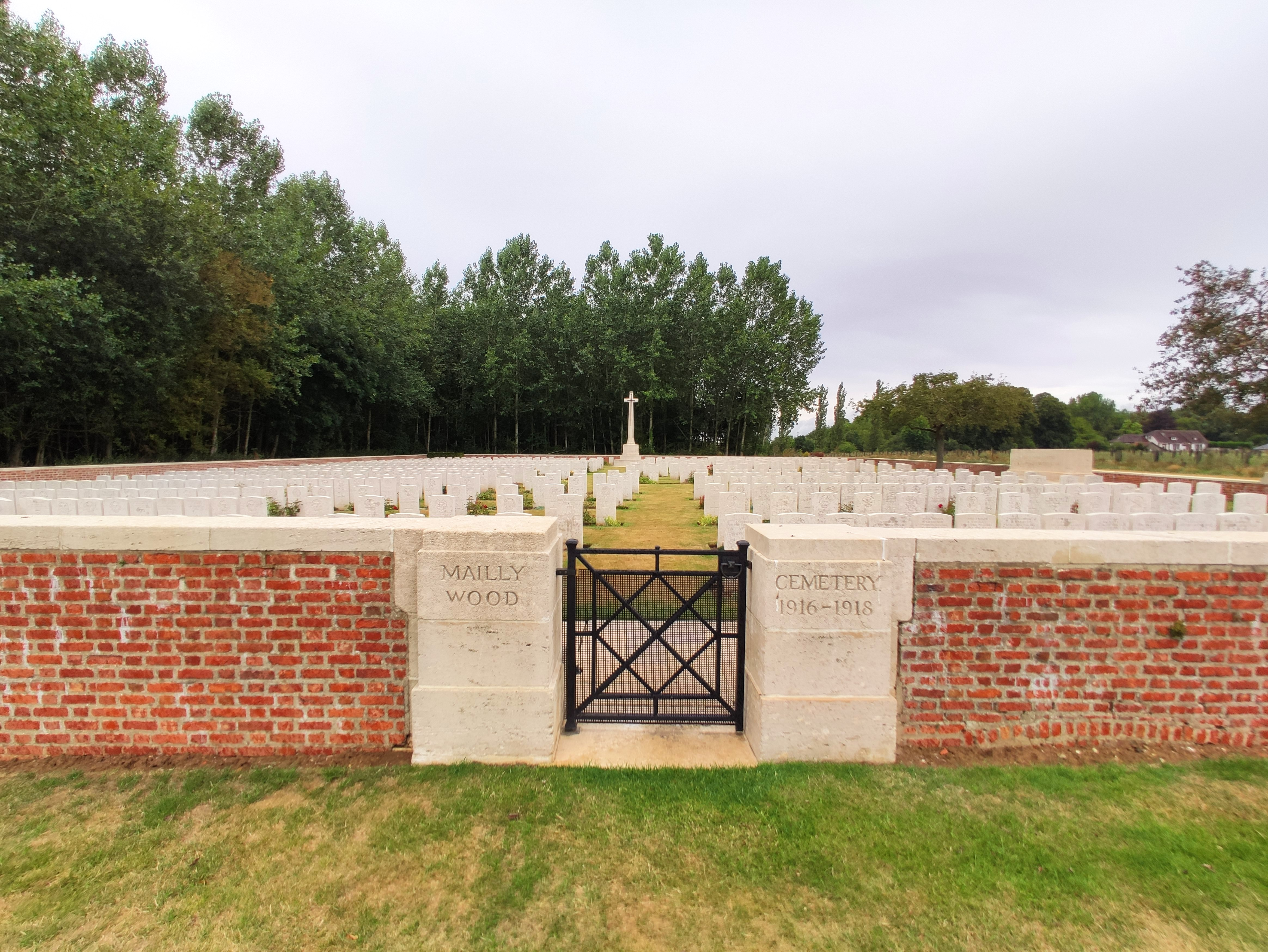
Cimetière militaire britannique de Mailly Wood.
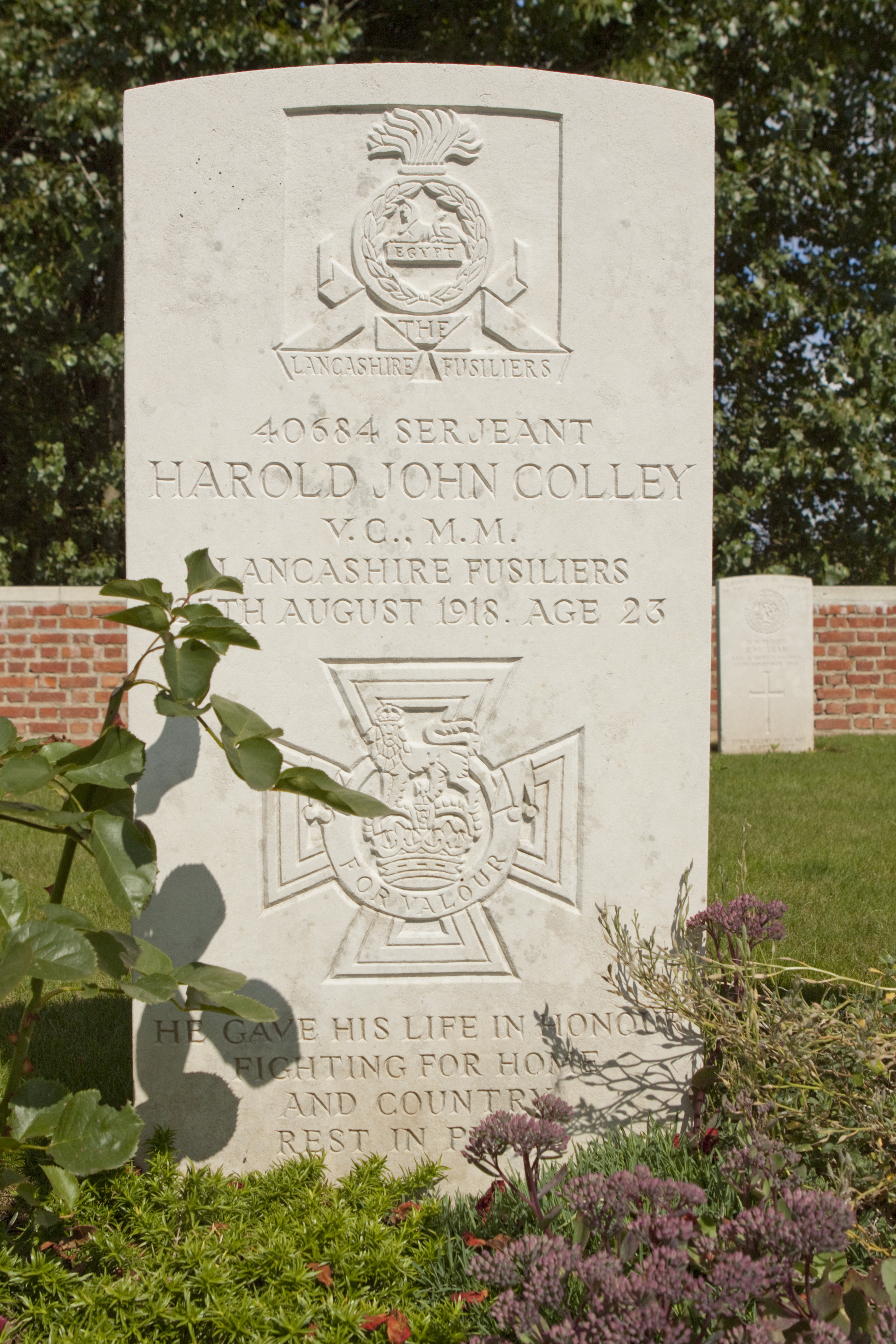
Tombe d'un sergent du Lancashire fusiliers au Mailly Wood cimetery
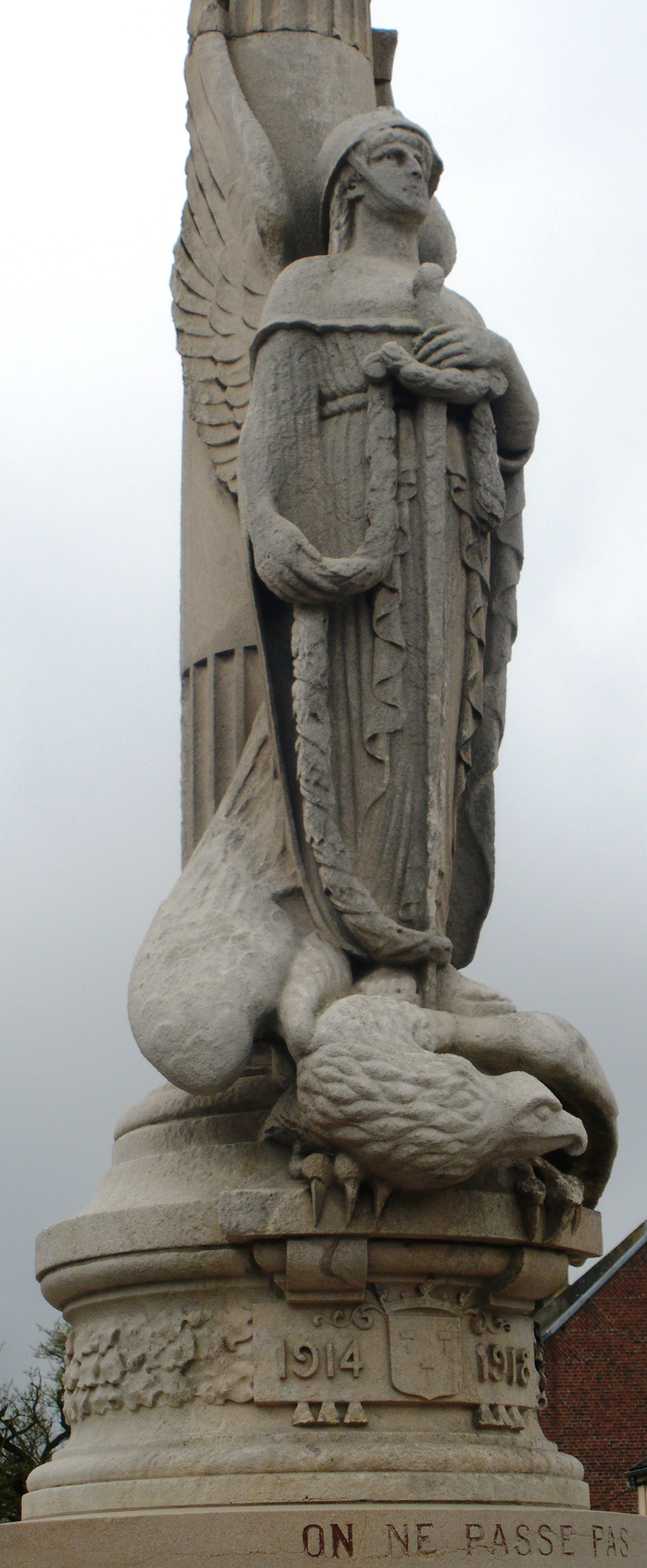
Détail du monument aux morts
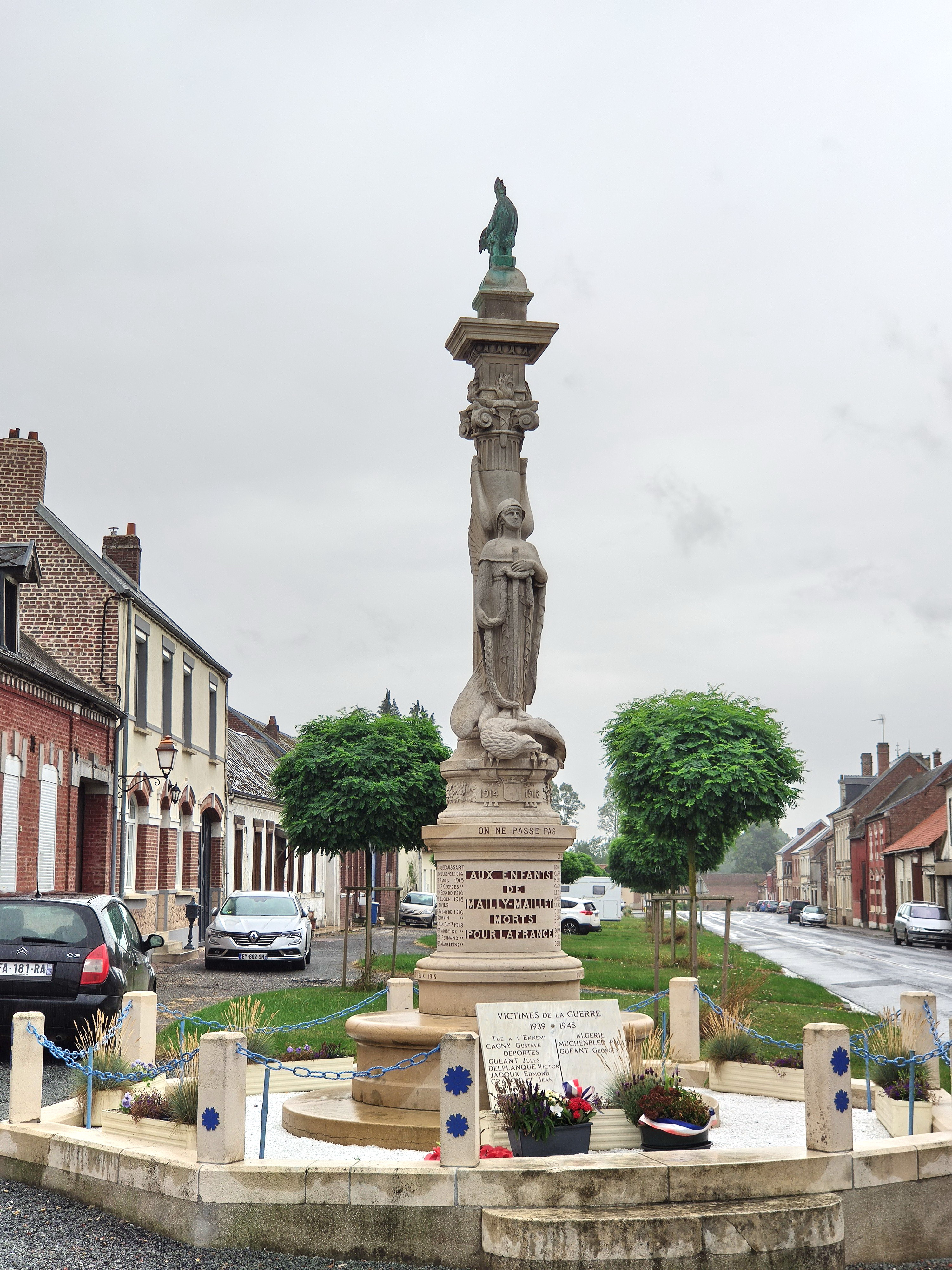
Le monument aux morts

- Église Saint-Léger de Beaussart, bâtie dans le style néo-gothique en 1860.

### Personnalités liées à la commune
- Liste des seigneurs de Mailly.
- Charles-Antoine Hourier-Eloy (1753-1849), homme politique né et décédé à Mailly, député de la Somme.
- L'écrivain britannique J. R. R. Tolkien combattit à Mailly-Maillet lors de la Première Guerre mondiale, du 30 juillet au 5 août 1916, pendant la Bataille de la Somme[60].
- Marcel Étévé (1891-1916), lieutenant au 417e régiment d'infanterie, tué à Estrée le 20 juillet 1916, inscrit au Panthéon dans la liste des 560 écrivains morts pour la France, est enterré au cimetière de Mailly-Maillet.

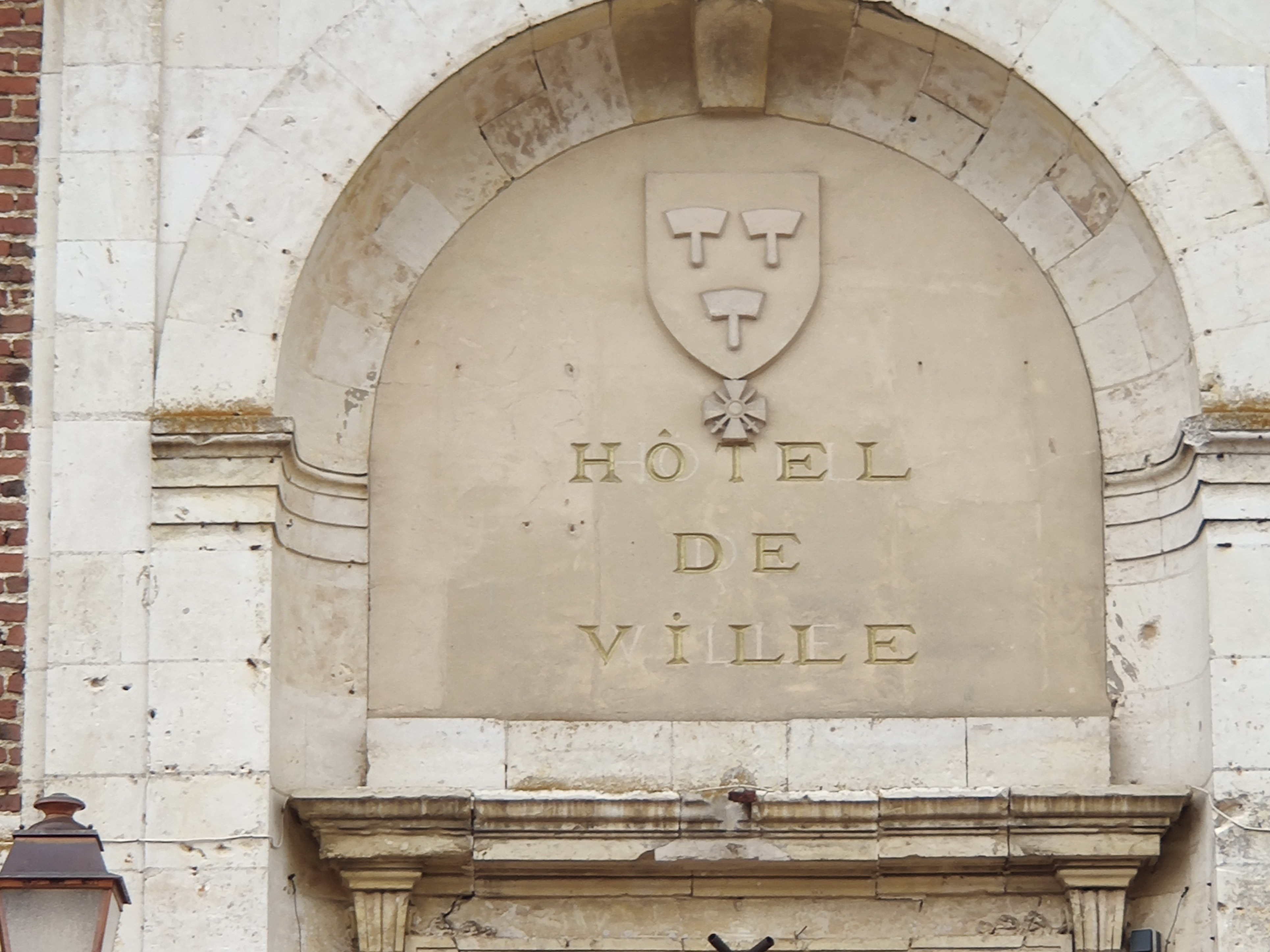
Le blason de la maison de Mailly se trouve sur le fronton de la mairie.

### Héraldique
| Blason de Mailly-Maillet | Blason  | D'or à trois maillets de gueules. Ornements extérieursCouronne murale : trois tours Décorations : Croix de guerre 1914-1918, Croix de guerre 1939-1945.                                                               |
| Blason de Mailly-Maillet | Détails | La commune a repris le blason de la famille De Mailly, seigneurs du lieu, mais a changé les maillets de sinople en gueules Armes parlantes (maillets). Utilisé par la commune, le statut officiel reste à déterminer. |

## Pour approfondir